# Virus Bulletin
Das Virus Bulletin ist ein englischsprachiges Fachmagazin über Computerviren, Netzwerkwürmer und andere Arten von Malware.
Es erschien anfangs als monatliches Printmagazin, bis der Vertrieb auf PDF-Downloads umgestellt wurde. Im Juli 2014 wurde auch der monatliche Takt aufgehoben. Seither werden nahezu täglich einzelne Artikel veröffentlicht, die auf der Webseite des Verlags frei zum Download erhältlich sind.

## Geschichte
Das Virus Bulletin wurde 1989 unter anderem von Jan Hruska und Peter Lammer gegründet, die auch Mitbegründer der britischen Sicherheitssoftware-Firma Sophos sind. Die Redaktion befand sich Anfangs auch im Hauptsitz von Sophos, im englischen Abingdon. Das Virus Bulletin betonte aber stets, vollständige redaktionelle Unabhängigkeit zu haben und Sophos-Produkte in seinen Tests und Bewertungen nicht zu bevorzugen.

## Inhalt
Zahlreiche Mitarbeiter und Experten von verschiedenen Antivirus-Software-Anbietern haben im Lauf der Jahre Artikel für das Magazin geschrieben. Regelmäßig werden Vergleichstests der Erkennungsraten von Antivirensoftware durchgeführt und veröffentlicht.
Regelmäßige Themen und Rubriken sind vor allem die  Verhinderung, Erkennung und Entfernung von Malware und Spam. Das Virus Bulletin enthält regelmäßig Analysen der neuesten Virenbedrohungen, Artikel zu den neuen Entwicklungen im Kampf gegen Viren, Interviews mit Antiviren-Experten und Bewertungen aktueller Anti-Malware-Produkte.
Das Magazin hat ein Qualitätssiegel für Malware-Programme eingeführt, die es schaffen, 100 % der Viren in freier Wildbahn ohne Fehlalarme zu erkennen. Solche Produkte erhalten den werbeträchtigen VB100-Award.

## Sonstiges
Das Magazin veranstaltet jährlich die Virus Bulletin Conference für Computer-Sicherheitsexperten. Teilnehmer sind Vertreter aller großen Antiviren-Anbieter.